# Grainet
Grainet er en kommune i Landkreis Freyung-Grafenau i Regierungsbezirk Niederbayern i den tyske delstat Bayern.

## Geografi
Kommunen ligger i Region Donau-Wald i den sydøstlige del af Bayerischer Wald. Grainet ligger i en solrig dalkedel ved foden af det 1.170 meter høje Haidel omkring 8 km øst for Freyung, 9 km nord for Waldkirchen og 20 km fra grænsen til både Tjekkiet og Østrig.

### Nabokommuner
- Hinterschmiding
- Neureichenau
- Jandelsbrunn
- Waldkirchen

### Inddeling
Der er følgende landsbyer og bebyggelser:
Böhmzwiesel, Grainet, Exenbach, Fürholz, Gschwendet, Hobelsberg, Hochstein, Kohlstattbrunn, Kronwinkel, Leopoldsreut, Obergrainet, Oberseilberg, Rehberg, Schwedenschanze, Schwendreut, Unterseilberg og Vorderfreundorf.